# 手稲平和霊園

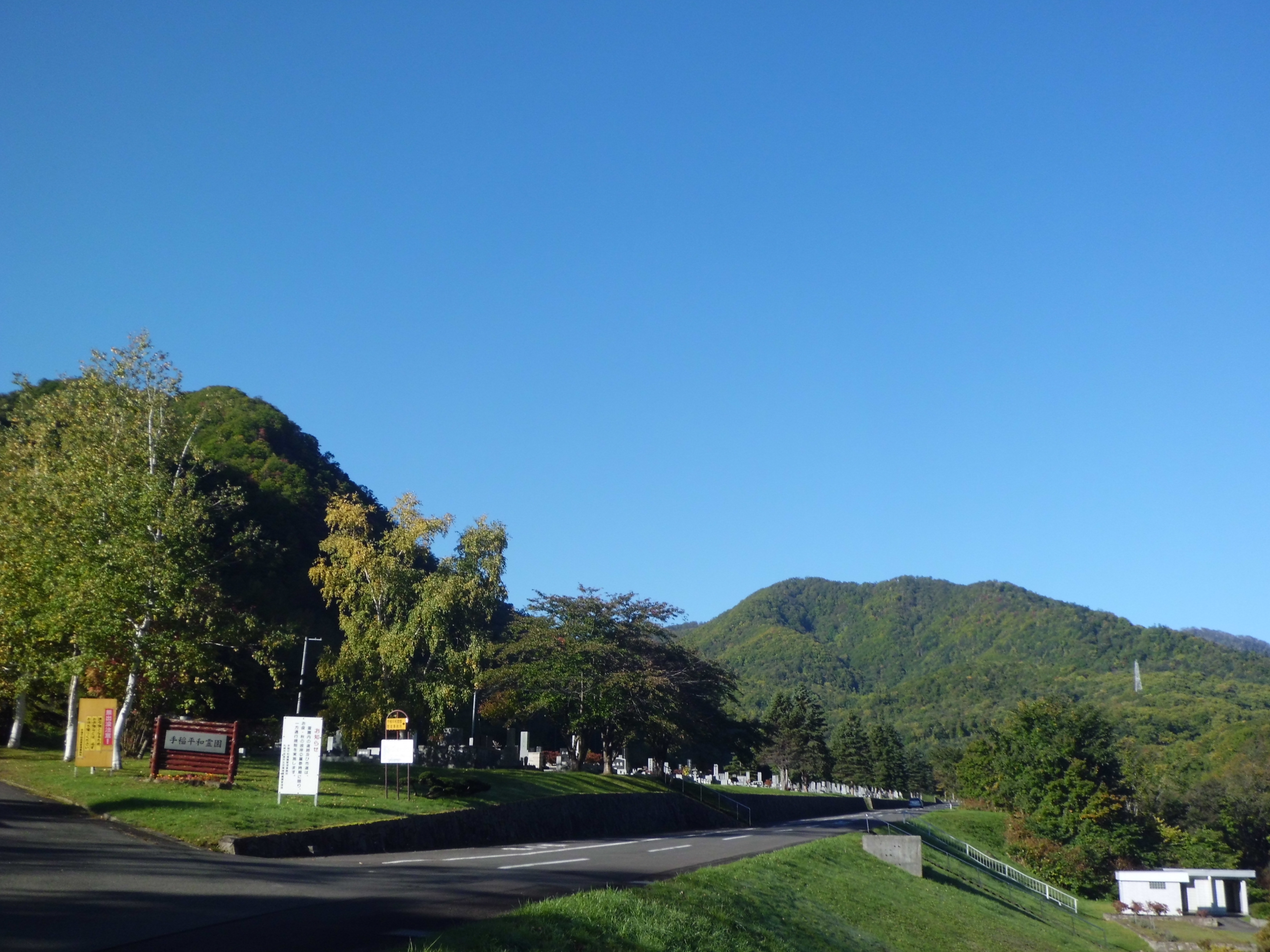
手稲平和霊園

手稲平和霊園（ていねへいわれいえん）は、1973年に開設された札幌市が管理する墓地。西区平和387番地に位置し、市中心部から約13kmの琴似発寒川上流に接する山間の台地にある。地域住民は「平和霊園」と呼んでいる。民営霊園と区別するために、札幌市営を冠する場合がある。

## 概要
- 総面積：8,695m2、墓所区画数：2,899区画
- 1977年まで札幌市西区西野の札幌市立手稲東中学校に隣接して西野墓地として所在していたが、周辺の市街化が進み、手狭および老朽化したことから移転を計画し、1972年から1977年の1期5年計画で造成を行った。跡地には、札幌方面西警察署が移転・建設された。
- 宗教・宗派は不問。
- 霊園事務所：開所時間 月 - 金曜日（8時45分から17時15分）、閉所日（土曜日、日曜日、祝祭日（盆・彼岸を除く）、年末年始（12月29日から1月3日））

## 交通機関
- JR琴似駅・地下鉄琴似駅、発寒南駅よりジェイ・アール北海道バス西野平和線「平和の滝入口」停留所。8月のお盆期間は一部便が霊園まで延長運行する[1]。

## 周辺
- 平和の滝
- 手稲山
- 阿部山
- ふきのとう子供図書館
- 平和病院